# Lactarius hemicyaneus
Lactarius hemicyaneus é um fungo que pertence ao gênero de cogumelos Lactarius na ordem Russulales. Encontrado na França, foi descrito cientificamente pelo micologista francês Henri Romagnesi em 1958.